# Hohenfelde (Kreis Plön)
Hohenfelde ist eine Gemeinde im Kreis Plön in Schleswig-Holstein.

## Geografie

### Geografische Lage
Das Gemeindegebiet von Hohenfelde erstreckt sich unmittelbar am Küstenstreifen der Ostsee etwa sechs Kilometer östlich von Schönberg (Holstein) und zwölf Kilometer nordwestlich von Lütjenburg im Bereich der naturräumlichen Haupteinheit Ostholsteinisches Hügel- und Seenland (Nr. 702). Der Wald Hufe liegt im Gemeindegebiet an der Südostecke.

### Gemeindegliederung
Siedlungsgeographisch gliedert sich die Gemeinde in das namensgleiche Dorf, die Hofsiedlungen Grünberg, Hof Malmsteg und Radeland, sowie vier Wochenendsiedlungen, namentlich Hofland, Malmsteg, Malmsteg Süd und Mühlenau.

### Nachbargemeinden
Direkt angrenzende Gemeindegebiete von Hohenfelde sind:
|             |                                             |        |
| Schwartbuck | Kompassrose, die auf Nachbargemeinden zeigt | Panker |
| Köhn        | Tröndel                                     |        |

## Geschichte
Das Dorf Hohenfelde gehörte zum Gut Hohenfelde, das bereits 1264 als „Hoghe-Hoghevelt“ erwähnt wurde. Hohenfelde hieß zu dieser Zeit „Syde-Hoghevelt“. Kirchlich gehört es zur Gemeinde der St.-Johannes-Evangelist-Kirche in Giekau.
Martin-Luther-Kapelle
Um 1900 wurden die Gottesdienste, anfänglich nur in den Wintermonaten – später ganzjährig, jeweils am ersten Sonntag im Monat in der Dorfschule abgehalten. Aufgrund der politischen und wirtschaftlichen Situation kam es nicht zu dem geplanten Kirchbau und in den umliegenden Dörfern wurden weiterhin in unregelmäßigen Abständen Bibelstunden abgehalten. Erst 1945 wurde der Plan eine Gottesdienststätte zu errichten durch den Flüchtlingszustrom neu belebt. Schließlich konnte die Giekauer Kirchengemeinde im Zuge des Siedlungsverfahrens Anfang der 1950er Jahre einen Bauplatz samt Friedhofsfläche erwerben.
Im Zuge des Kapellenbauprogramms der Schleswig-Holsteinischen Landeskirche konnte 1961 die Finanzierung sichergestellt werden und der Kirchenvorstand wählte einen Bauentwurf des Hamburger Architekten Gert Johannsen. Am 30. März 1962 wurde der Grundstein für den Kapellenbau in Hohenfelde gelegt und bereits am dritten Adventssonntag desselben Jahres, dem 16. Dezember 1962, konnte die Kapelle eingeweiht werden. Im Jahre 1963 fand die erste Trauerfeier auf dem neueröffneten Friedhof statt. In den folgenden Jahren wurde zunächst ein gebrauchtes Orgelpositiv eingebaut (1967), eine zweite Glocke angeschafft werden (1977) und neue Fenster und Heizung eingesetzt werden (1981) sowie die Siedlungsstraße als Kapellenstraße benannt.
Anlässlich des 400. Lutherjubiläum erhielt die Kapelle am 10. November 1983 ihren heutigen Namen "Martin-Luther-Kapelle" verliehen. Ebenfalls in dem Jahr wurde ein freistehender Glockenturm errichtet, wofür erst nach Fertigstellung der Grundstein durch den Kapellenarchitekten Johannsen gelegt wurde. Gert Johannsen bemühte sich auch darum, dass die Kapelle eine ordentliche Orgel erhielt. Diese wurde von dem Kieler Orgelbauer Rudolf Neuthor geschaffen und am 31. Januar 1987 feierlich in Gebrauch genommen. Im selben Jahr wurde das 25-jährige Bestehen der Kapelle in einem Gottesdienst am dritten Advent gefeiert.

## Politik

### Gemeindevertretung
Bei der Kommunalwahl am 14. Mai 2023 wurden insgesamt elf Sitze vergeben. Von diesen erhielt die SPD fünf Sitze, die Wählergemeinschaft Freie Liste Hohenfelde vier Sitze und die CDU zwei Sitze.

### Wappen
Blasonierung: „Von Silber und Blau im Wellenschnitt schräglinks geteilt. Oben ein aufgerichteter roter Flusskrebs, unten ein silbernes Mühlrad.“

### Verwaltung
Kommunal verwaltet wird die Gemeinde Hohenfelde beim Amt Lütjenburg.

## Kultur und Sehenswürdigkeiten
In der Liste der Kulturdenkmale in Hohenfelde (Kreis Plön) stehen die in der Denkmalliste des Landes Schleswig-Holstein eingetragenen Kulturdenkmale.
Im Jahre 2009 wurde das Naturerlebniszentrum „Strandkrabbe“ direkt am Ostseestrand hinter dem Strandparkplatz eröffnet.

## Wirtschaft und Infrastruktur
Im Dorfzentrum befindet sich der Kindergarten im Gebäude der ehemaligen Dorfschule. Mit dem „MarktTreff“ verfügt Hohenfelde über einen kleinen Lebensmittelladen mit einem angegliederten Veranstaltungsraum.
Durch das Gemeindegebiet von Hohenfelde verläuft die Landesstraße schleswig-holsteinische Landesstraße 165, die als Verkehrsverbindung von Schönberg nach Lütjenburg führt.
Die nächstgelegene Bahnstrecke ist die Bahnstrecke Kiel Süd–Schönberger Strand.

## Bilder

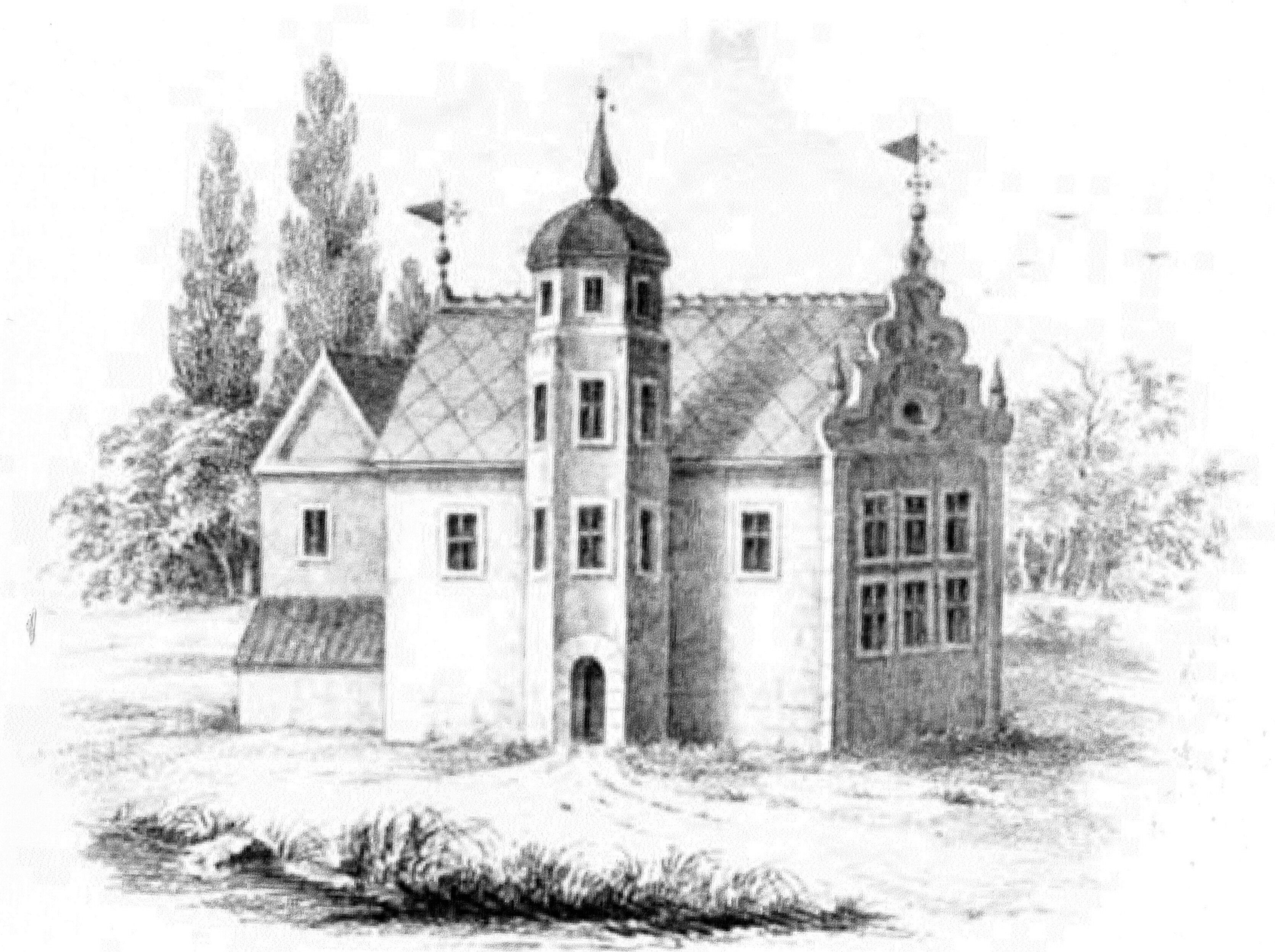
Das ehemalige Herrenhaus Hohenfelde
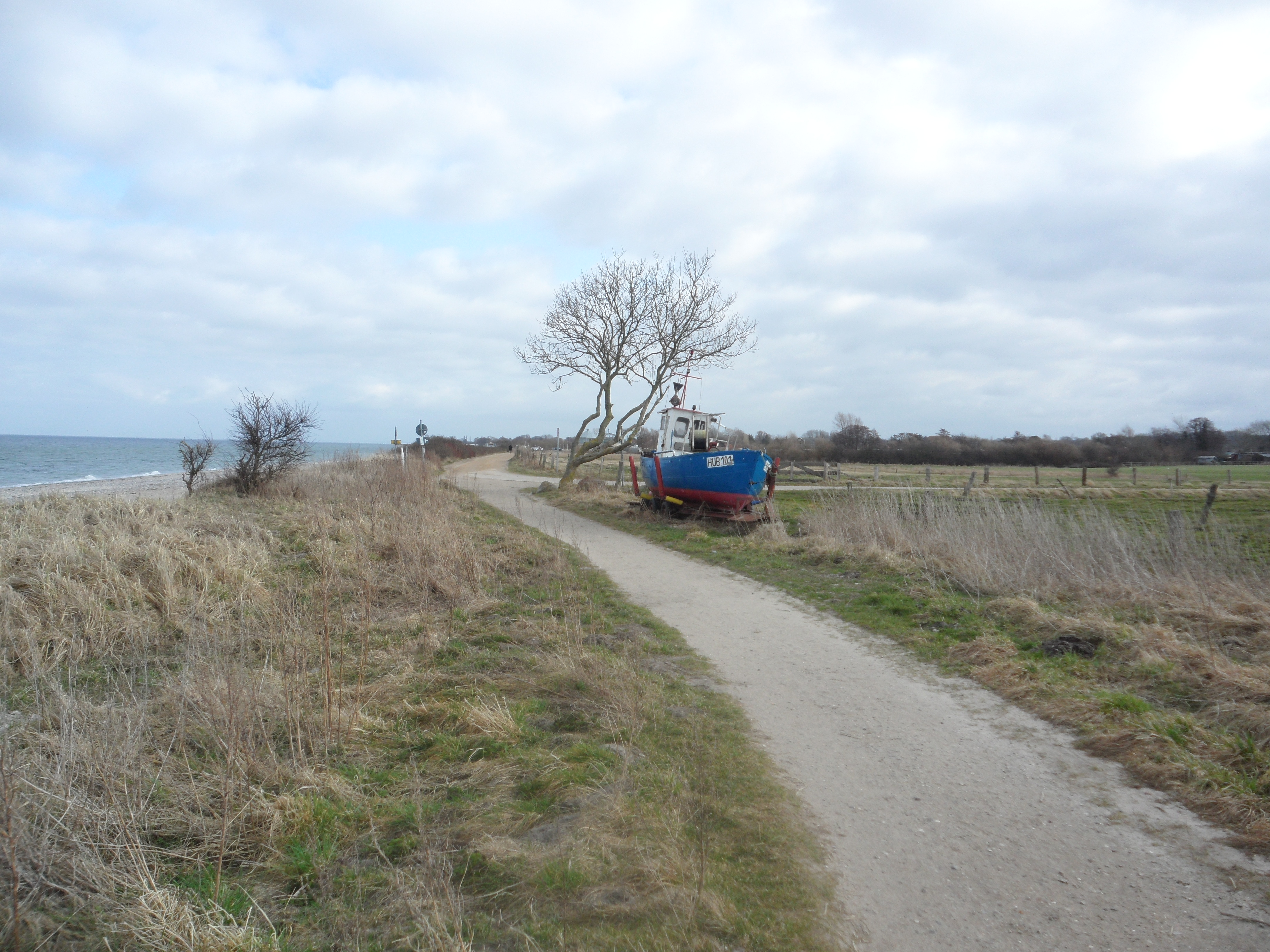
Fischerboot am Strand von Hohenfelde
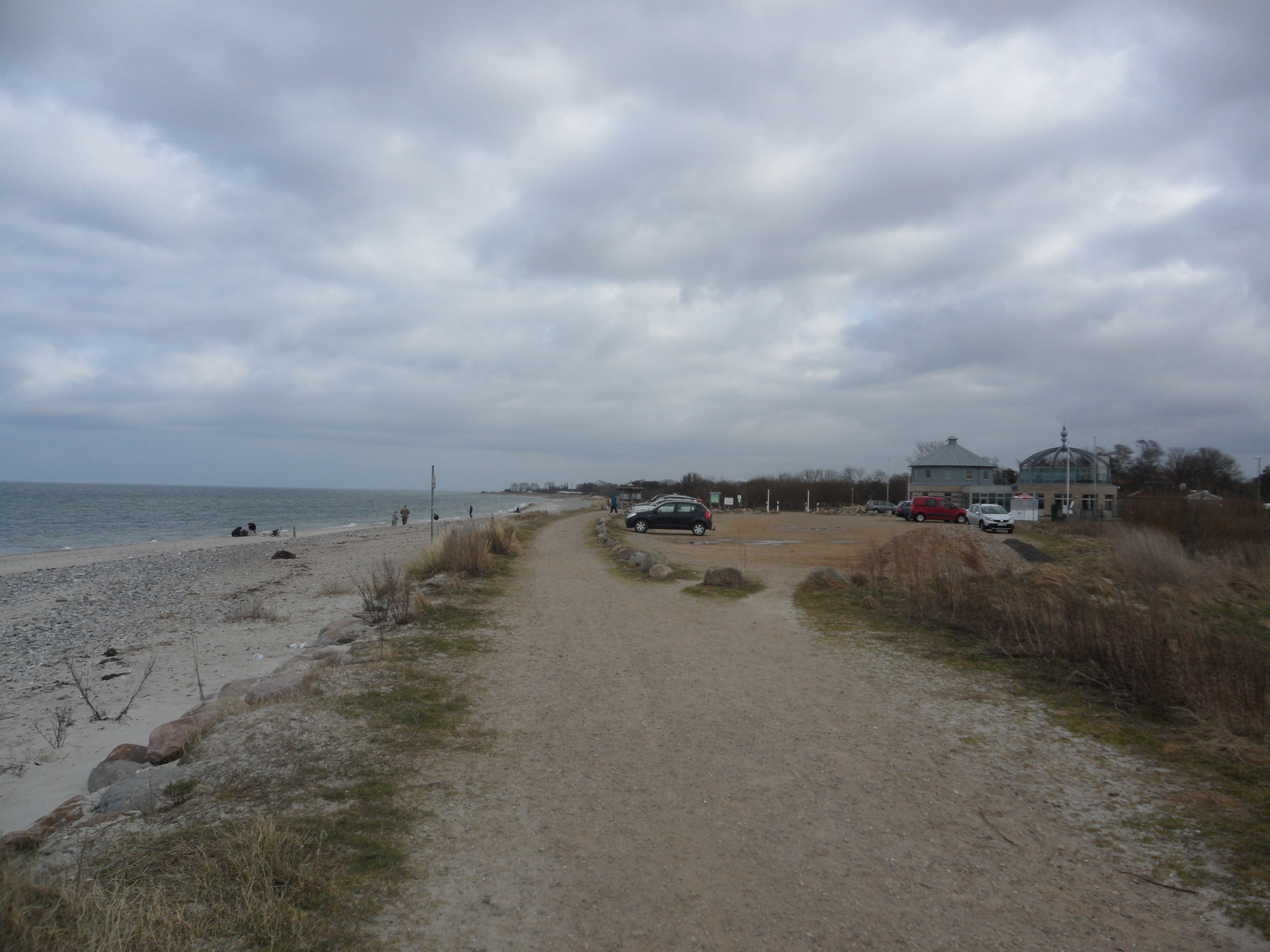
Strand von Hohenfelde
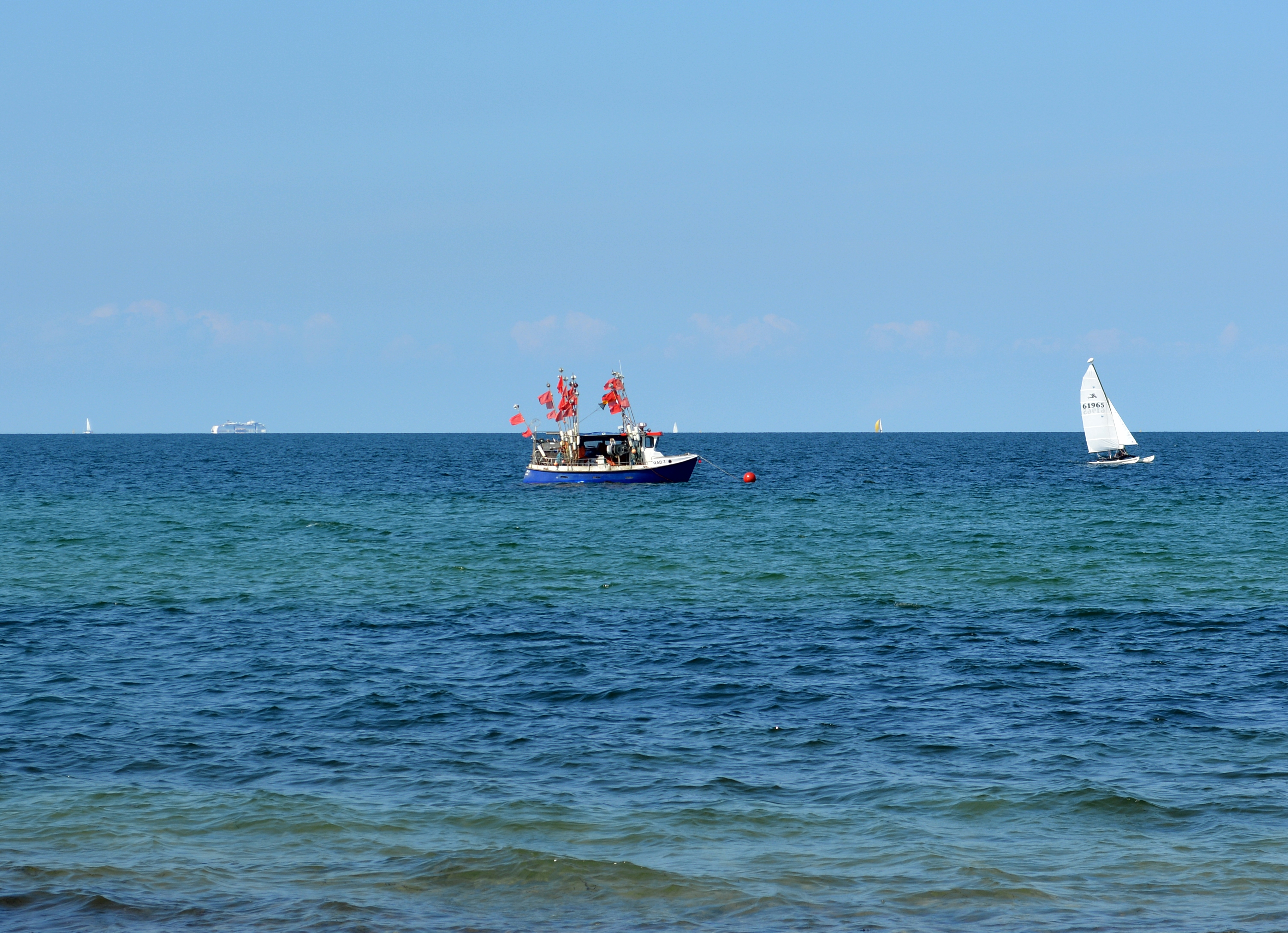
Der Hohenfelder Fischer
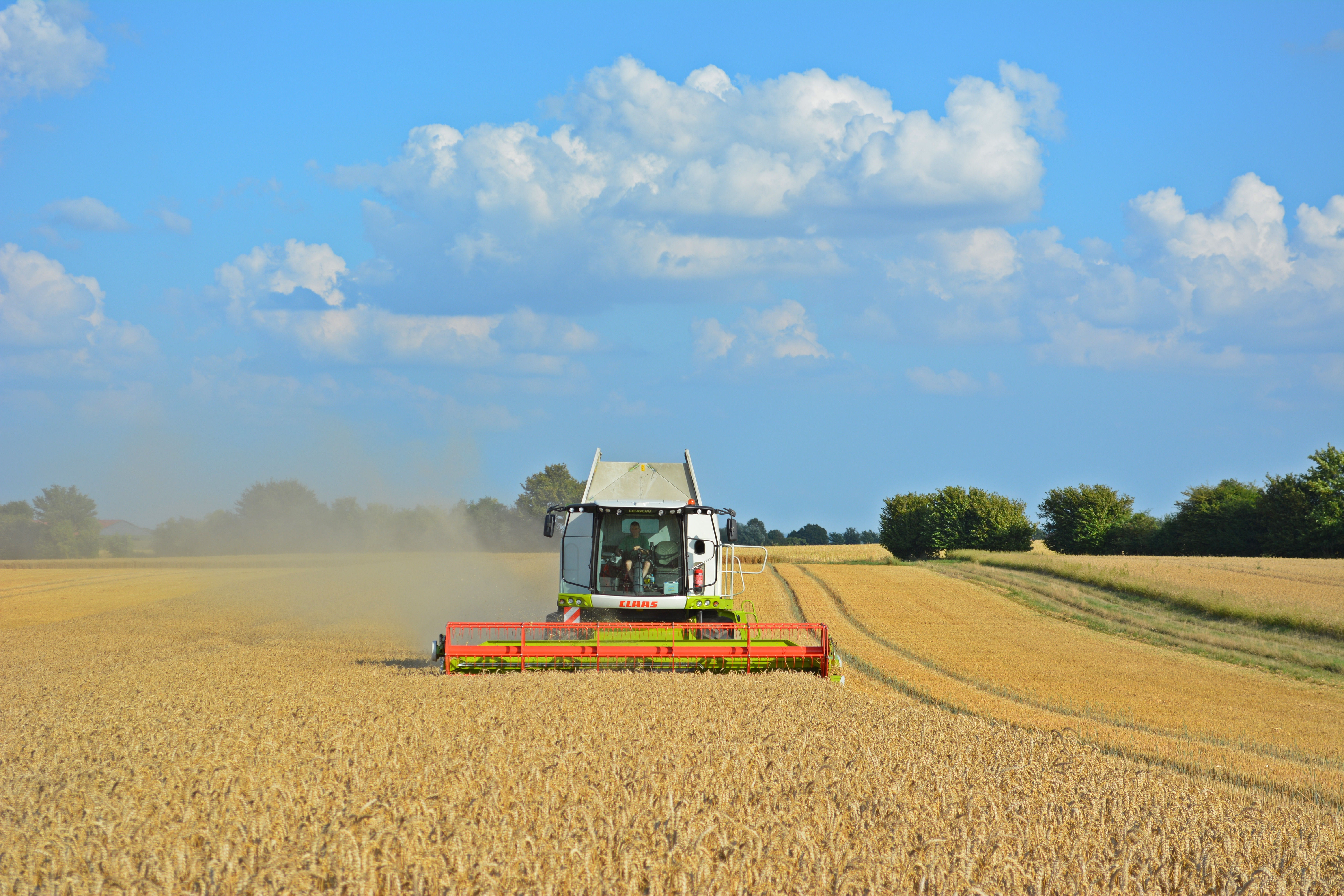
Weizenernte in Hohenfelde
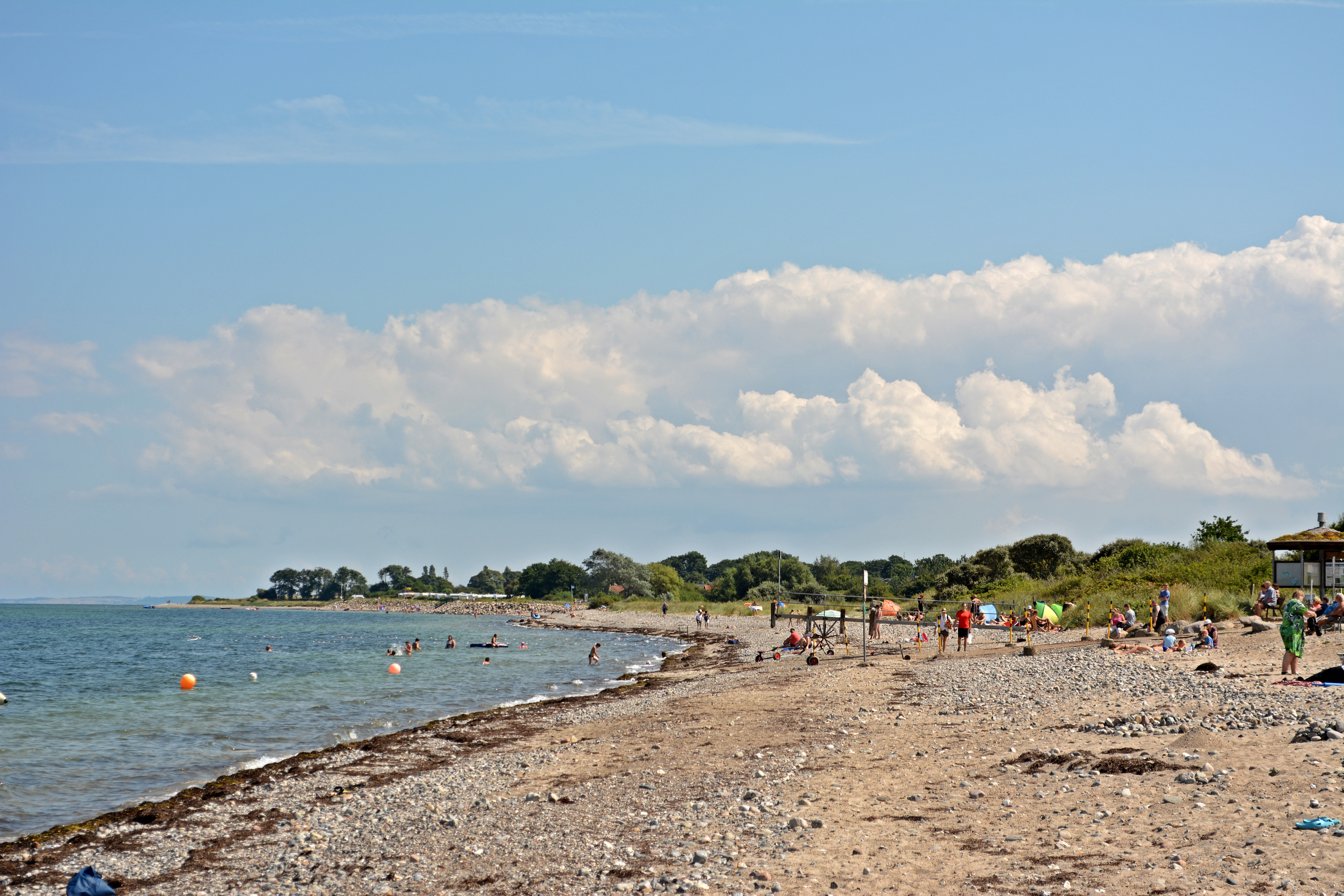
Ostseestrand von Hohenfelde
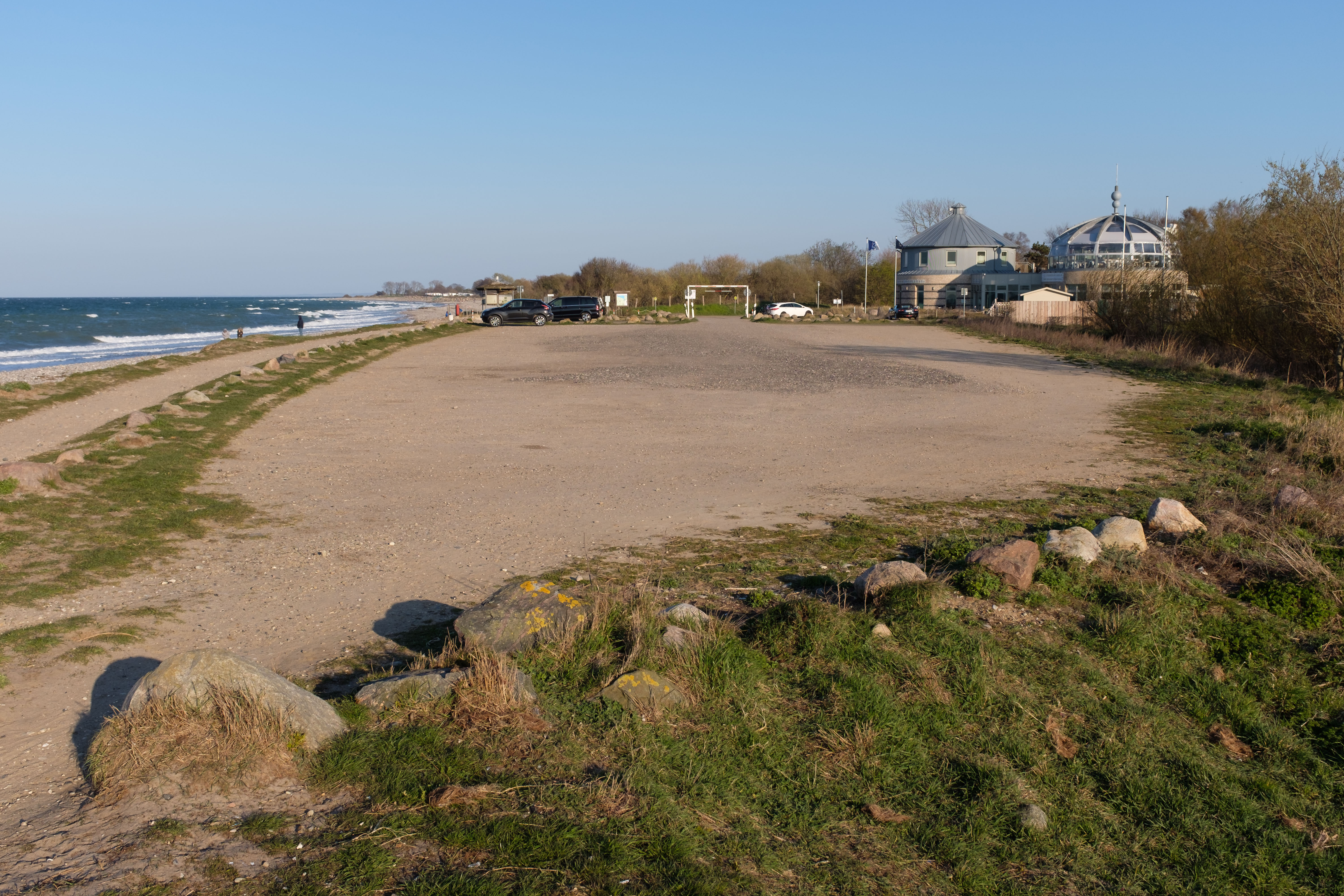
Kostenloser Strandparkplatz in Hohenfelde
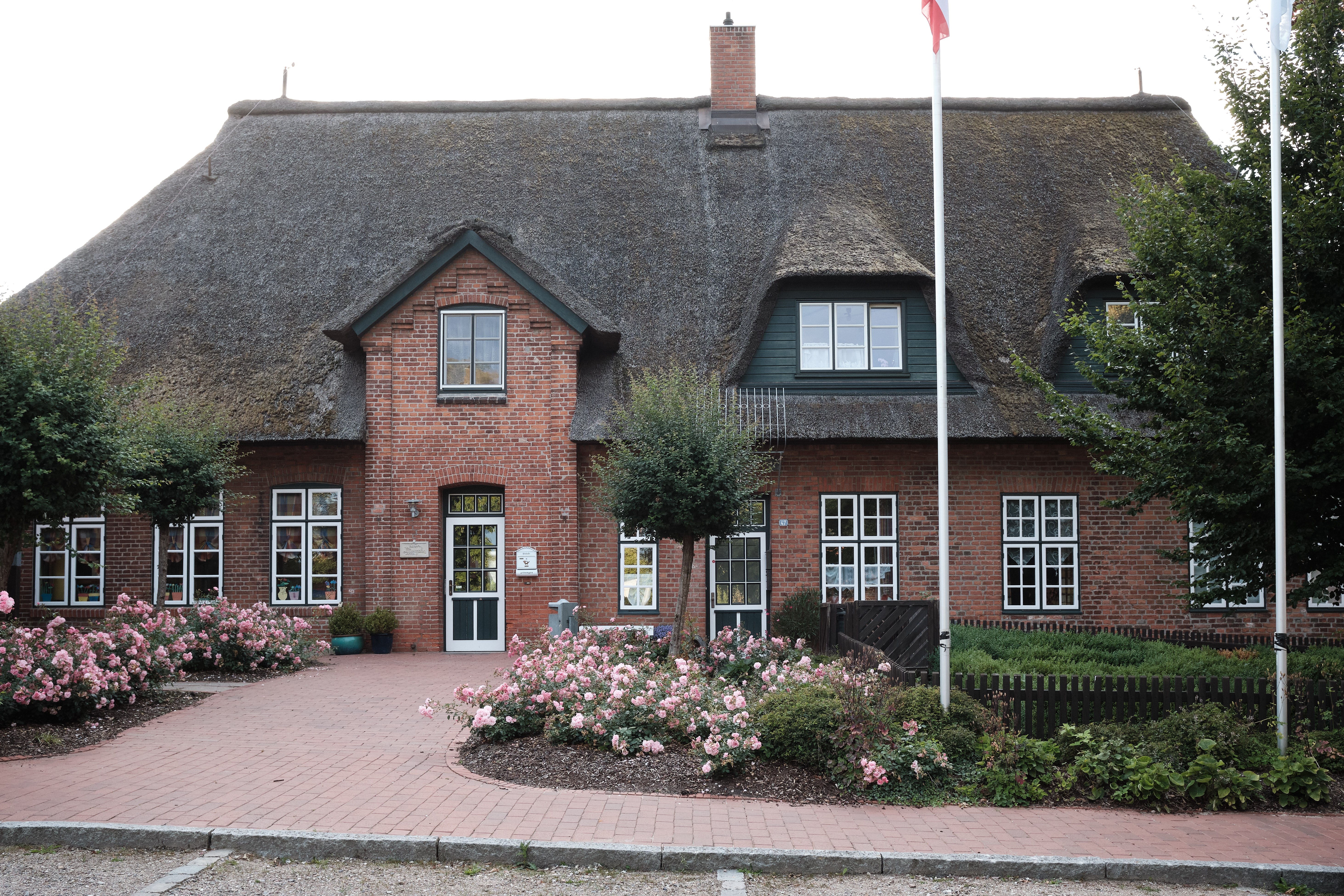
Alte Dorfschule und jetziger Kindergarten
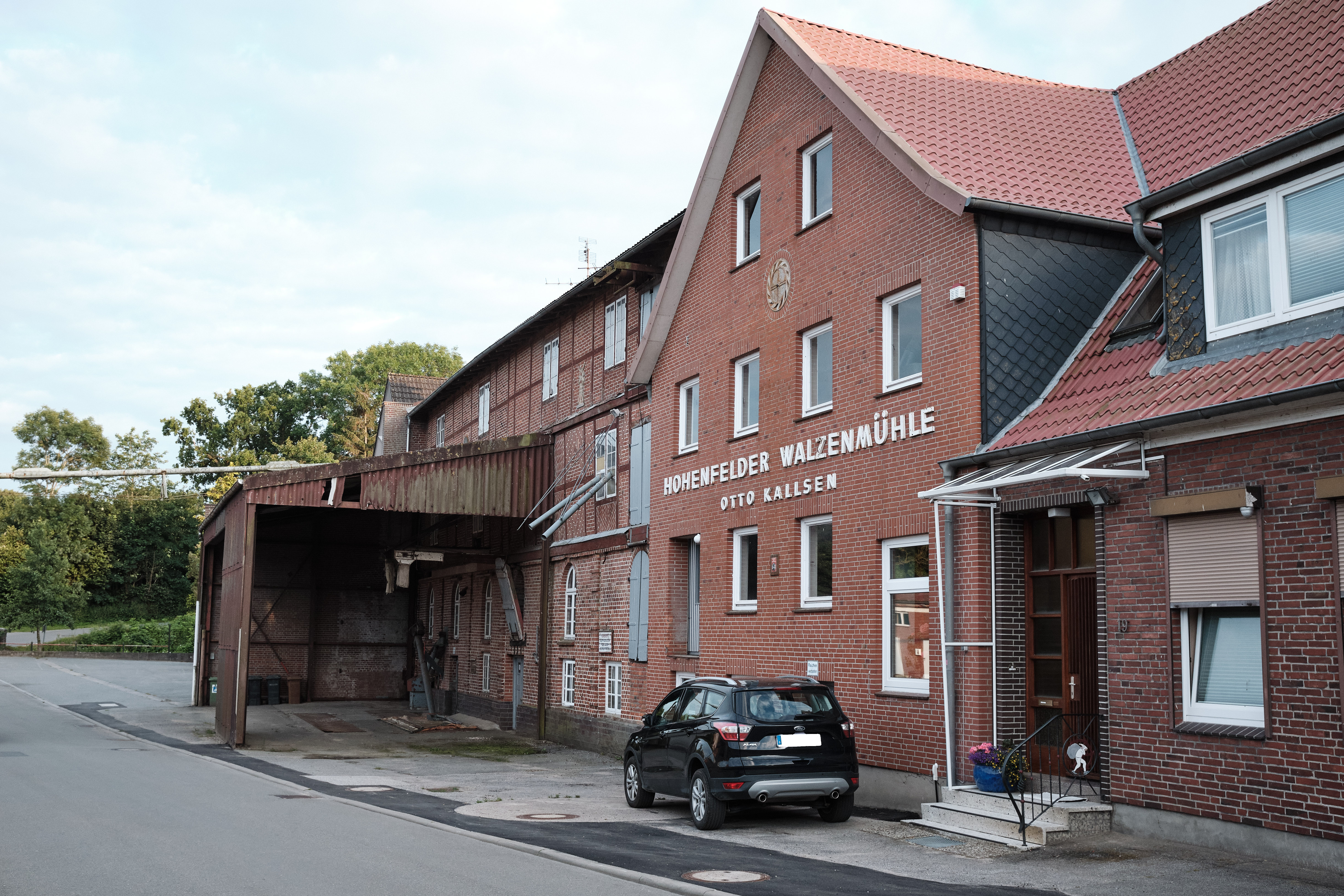
Alte Hohenfelder Walzenmühle
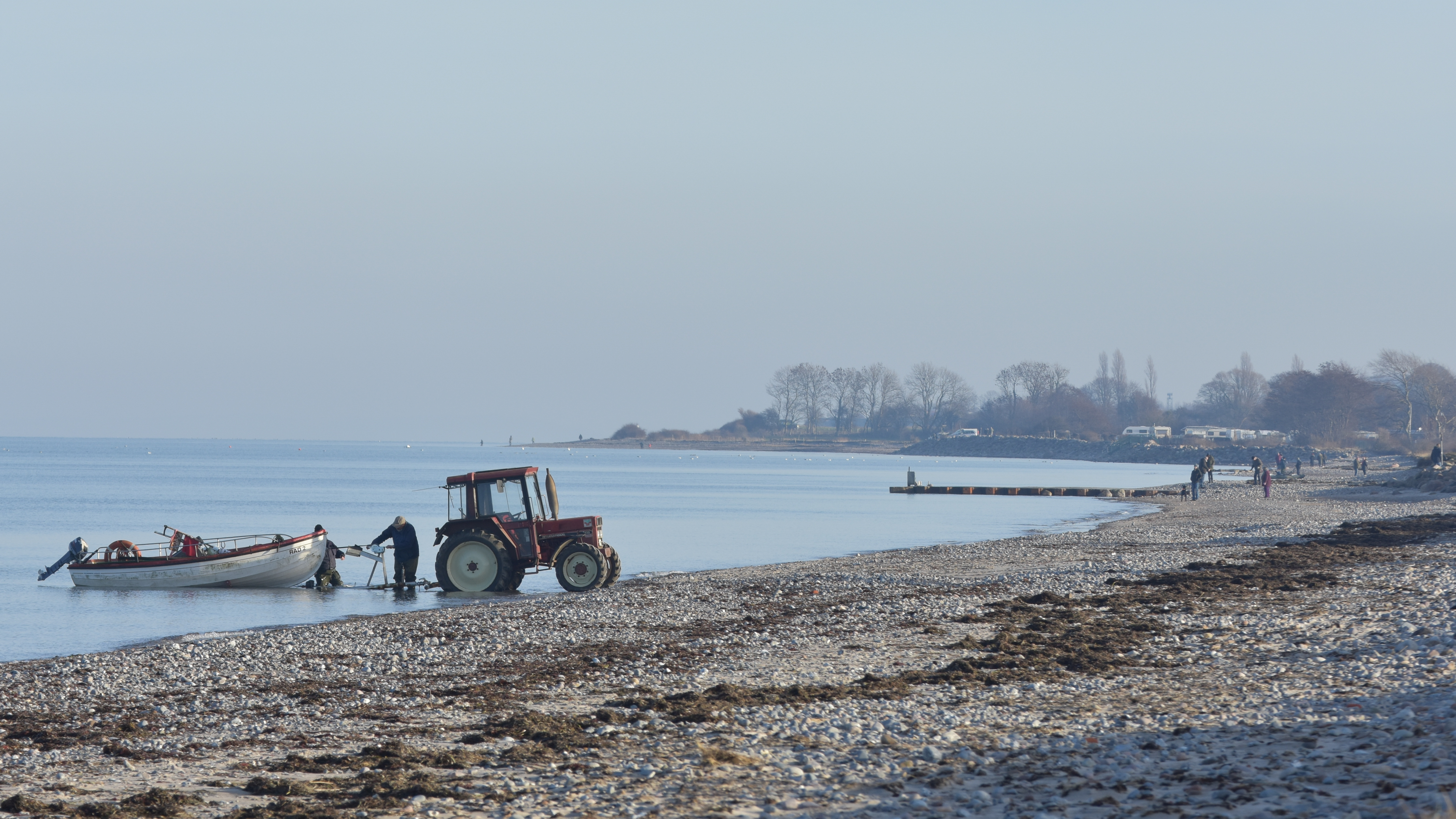
Fischer am Strand von Hohenfelde
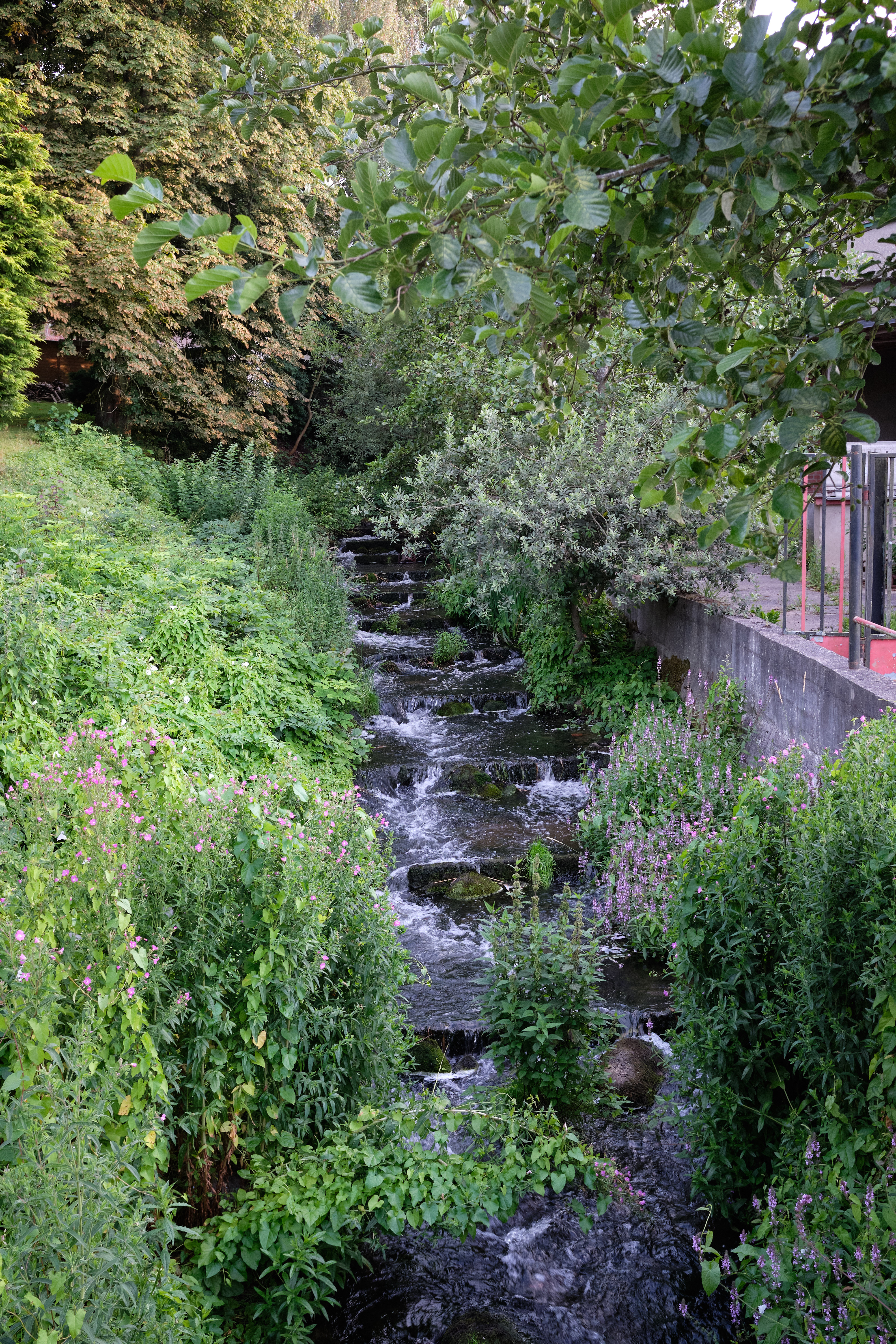
Die Mühlenau fließt durch Hohenfelde
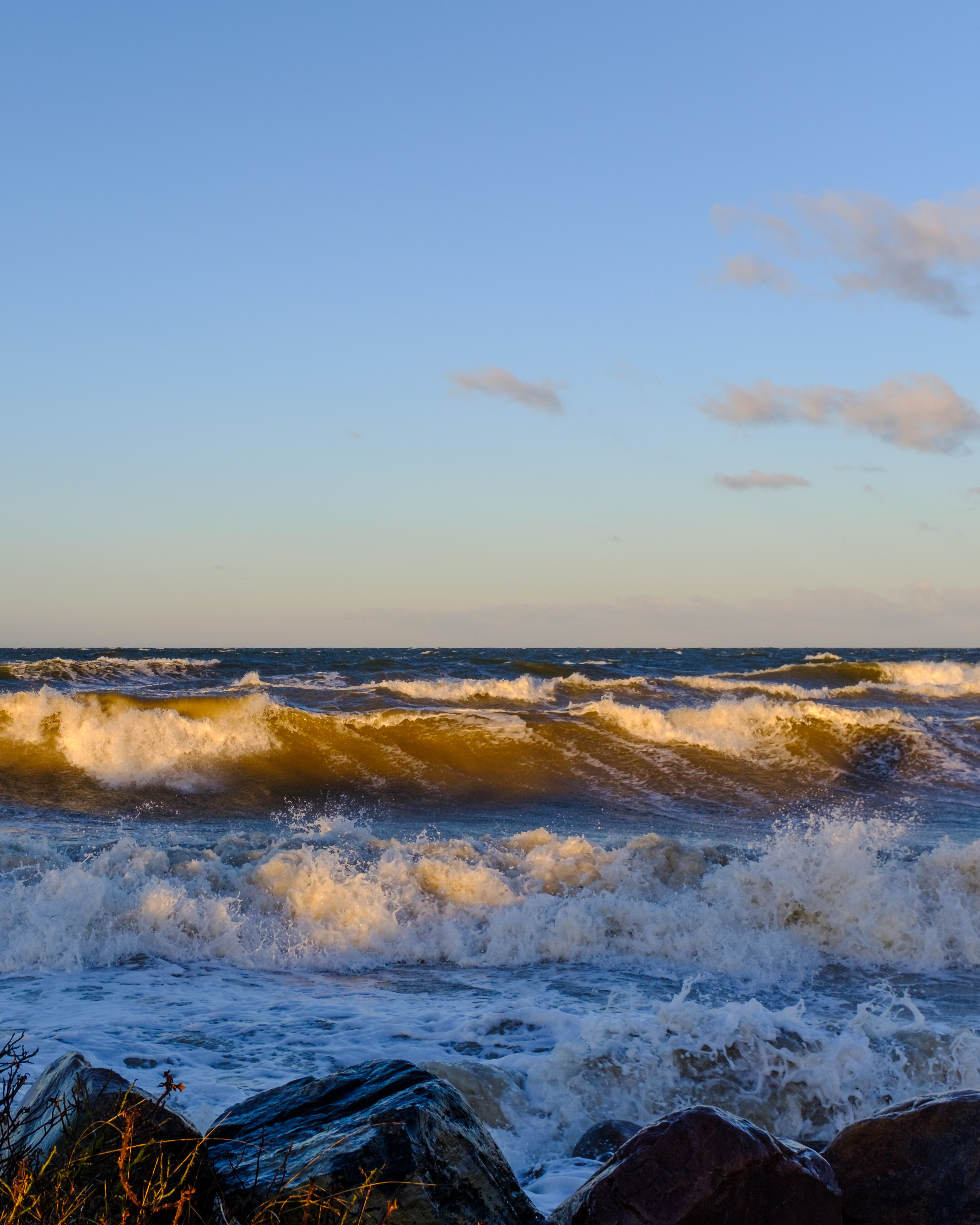
Sturmflut im Januar 2019 am Hohenfelder Strand